# أحدوبة دالية
الأحدوبة الدالية (بالإنجليزية: Deltoid tuberosity)‏ هي منطقة مثلثة الشكل،  خشنة، تقع على السطح الأمامي الوحشي لمنتصف عظمة العضد وترتبط عليها العضلة المثلثة (الدالية).

## التباين
تكون بارزة بشكل زائد كبير في 10% من الحالات.

## التطور
الحدبة الدالية تتكون وتتطور من خلال التعظّم الغضروفي، ويتم ذلك علي مرحلتين. المرحلة الأولي هي مرحلة النشوء وتعتمد فيها على الوتر، والمرحلة الثانية هي مرحلة النمو وتعتمد فيها على العضلة.

## التباين التطوري
هناك تباين بين الثدييات في تشكّل (مورفولوجيا) عظم العضد.
إن حجم واتجاه المعالم المهمة وظيفيا في عظم العضد، بما في ذلك الأحدوبة الدالية، و الحديبة الكبيرة للعضد ، و لقيمة العضد الانسية ، لتقوم بدور محوري في نمط الحركة في الحيوان و في بيئته الطبيعية.
في حيوانات العدو السريع مثل ذوات القرون، كمثال الظبي الأمريكي ، تقع الأحدوبة الدالية عند حوالي الربع العلوي من عظم العضد، والذي يسمح بالثني السريع للأطراف ولكن مع ضعف نسبي في الثنى والبسط. في الحيوانات السابحة مثل حيوان القضاعة تقع الأحدوبة الدالية في منتصف عظم العضد، مما يسمح بثني أطرافه وبسطها بقوة. الأحدوبة الدالية يمكن أن تكون واضحة جدا في الحيوانات النابشة التي تحفر مثل قندس الجبل.

## صور اضافية

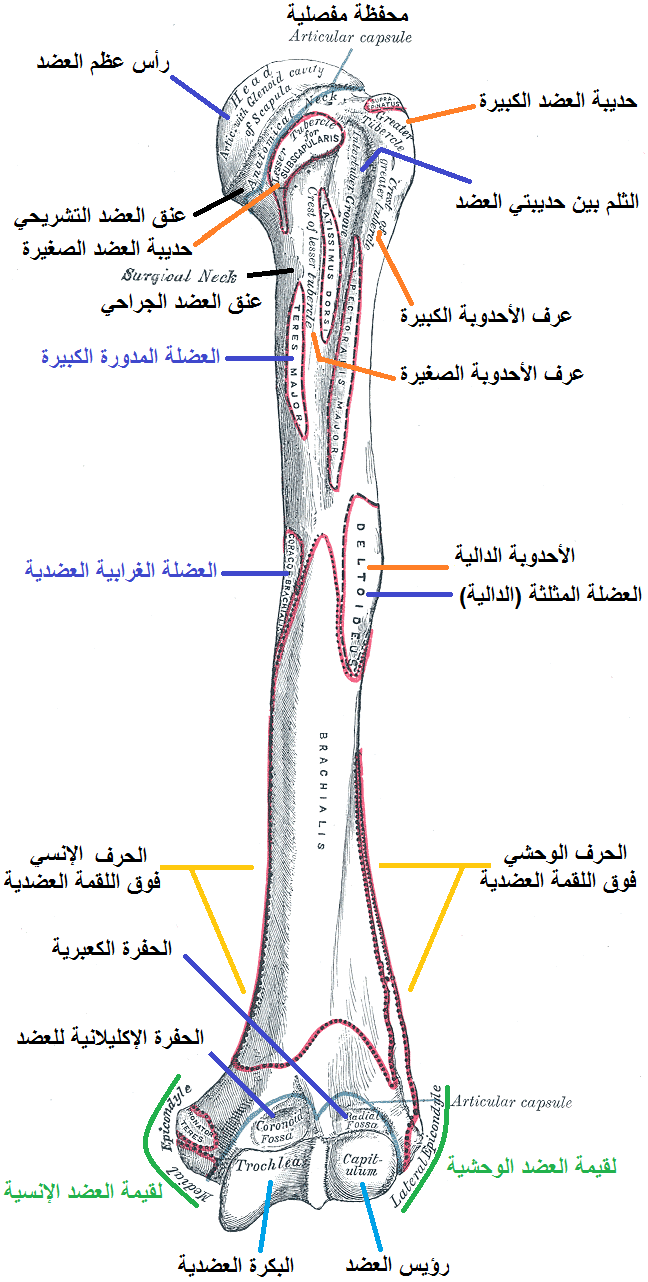
رسم توضيحي  لعظمة العضد
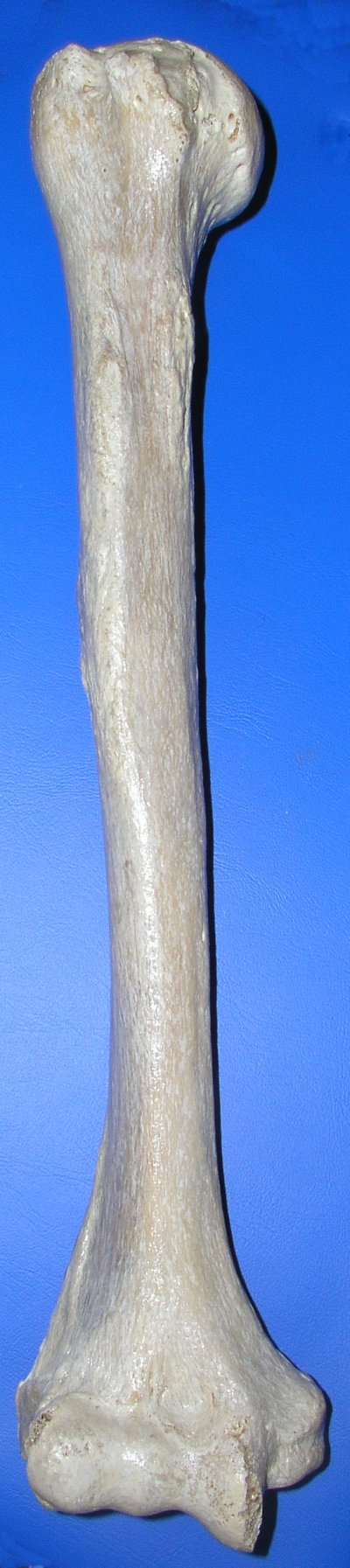
منظر أمامي لعظمة العضد (يمني)
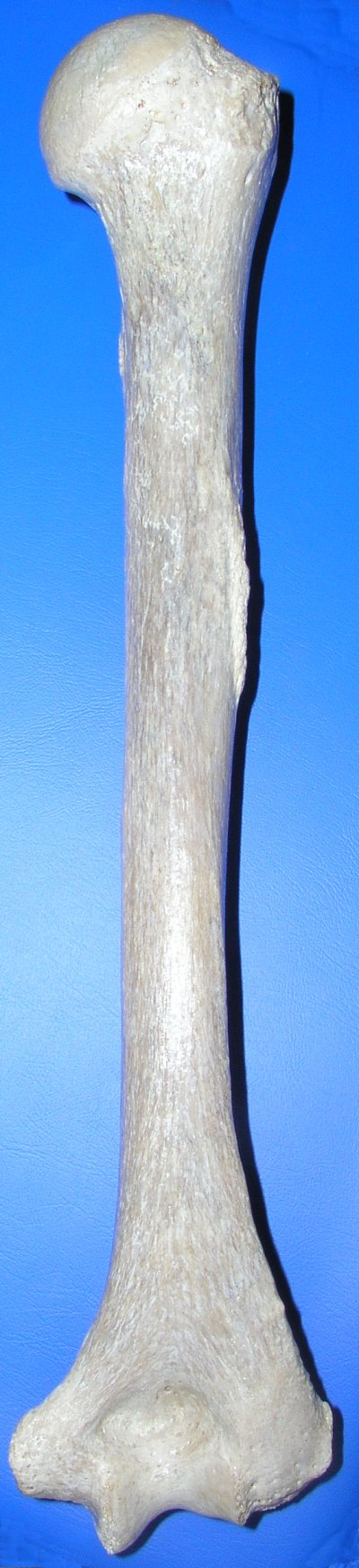
منظر خلفي لعظمة العضد (يمني)
رسم لعظام الذراع البشرية.